# Cantone di Saint-Renan
Il Cantone di Saint-Renan è una divisione amministrativa dell'arrondissement di Brest.
A seguito della riforma approvata con decreto del 13 febbraio 2014, che ha avuto attuazione dopo le elezioni dipartimentali del 2015, è passato da 12 a 18 comuni.

## Composizione
I 12 comuni facenti parte prima della riforma del 2014 erano:
- Le Conquet
- Guipronvel
- Île-Molène
- Lampaul-Plouarzel
- Lanrivoaré
- Locmaria-Plouzané
- Milizac
- Plouarzel
- Plougonvelin
- Ploumoguer
- Saint-Renan
- Trébabu

Dal 2015 i comuni appartenenti al cantone sono i seguenti 18:
- Brélès
- Le Conquet
- Guipronvel
- Île-Molène
- Lampaul-Plouarzel
- Lanildut
- Lanrivoaré
- Locmaria-Plouzané
- Milizac
- Ouessant
- Plouarzel
- Plougonvelin
- Ploumoguer
- Plourin
- Porspoder
- Saint-Renan
- Trébabu
- Tréouergat